# Salvia aurita
Salvia aurita là một loài thực vật có hoa trong họ Hoa môi. Loài này được L.f. miêu tả khoa học đầu tiên năm 1782.